# Kiruna snöfestival
Kiruna snöfestival (Snöfestivalen, Engelska: Kiruna Snow Festival) är ett återkommande vinter- och kulturevenemang som anordnas i slutet av januari varje år i centrala Kiruna sedan 1986. Festivalen kretsar kring snö och aktiviteter som hör därtill. I samband med festivalen anordnas den internationella snöskulpturtävlingen Kiruna International Snow Sculpting Competition och staden utsmyckas med is- och snöskulpturer. 

## Historia
Det var i samband med uppskjutningen av forskningsatelliterna Viking och Spot 1 (med teknik från Esrange) som den första upplagan av snöskulpturstävlingen arrangerades i "Rymdstaden" Kiruna 1986. Tävlingen arrangerades på Kupoltorget (som under tävlingen döptes om till Kosmiska Toget) mitt i Kiruna centrum. Inspirationen kom från de japanska snöskulpturerna i Sapporo på ön Hokkaido. Totalt sex lag deltog den första året (fem svenska och ett från Tromsø) och tack vare det stora intresset från lokalbefolkningen kom tävlingen framöver att anordnas varje vinter.
De tio första åren leddes evenemanget av Kiruna kommuns informationssekreterare. Under denna tid utvecklades snöskulpturstävlingen snabbt till det som skulle bli Kiruna Snöfestival. Kirunas skolbarn fick sin egen skulpturtävling och ytterligare aktiviteter utvecklades. 1989 anordnades Svenska mästerskapen i snöskulptur för första gången där totalt 12 lag deltog. Året därpå fanns även internationellt deltagande och tävlingen hölls i tre dagar i stället för endast en dag. 1994 flyttades tävlingen från centrum och arrangerades i Järnvägsparken. 
År 2000 hölls världsmästerskapen i snöskulptur i Kiruna.
Sedan 2012 arrangeras Snöfestivalen av den ideella musikföreningen Tusen Toner som tog över värdskapet för festivalen under hösten 2011. 
Kiruna Snöfestival är idag Kirunas äldsta pågående kulturarrangemang, och vintern 2020 firade Kiruna Snöfestival 35 år som kulturevent. 

## SM i snöskulptur/Kiruna International Snow Sculpting Competition

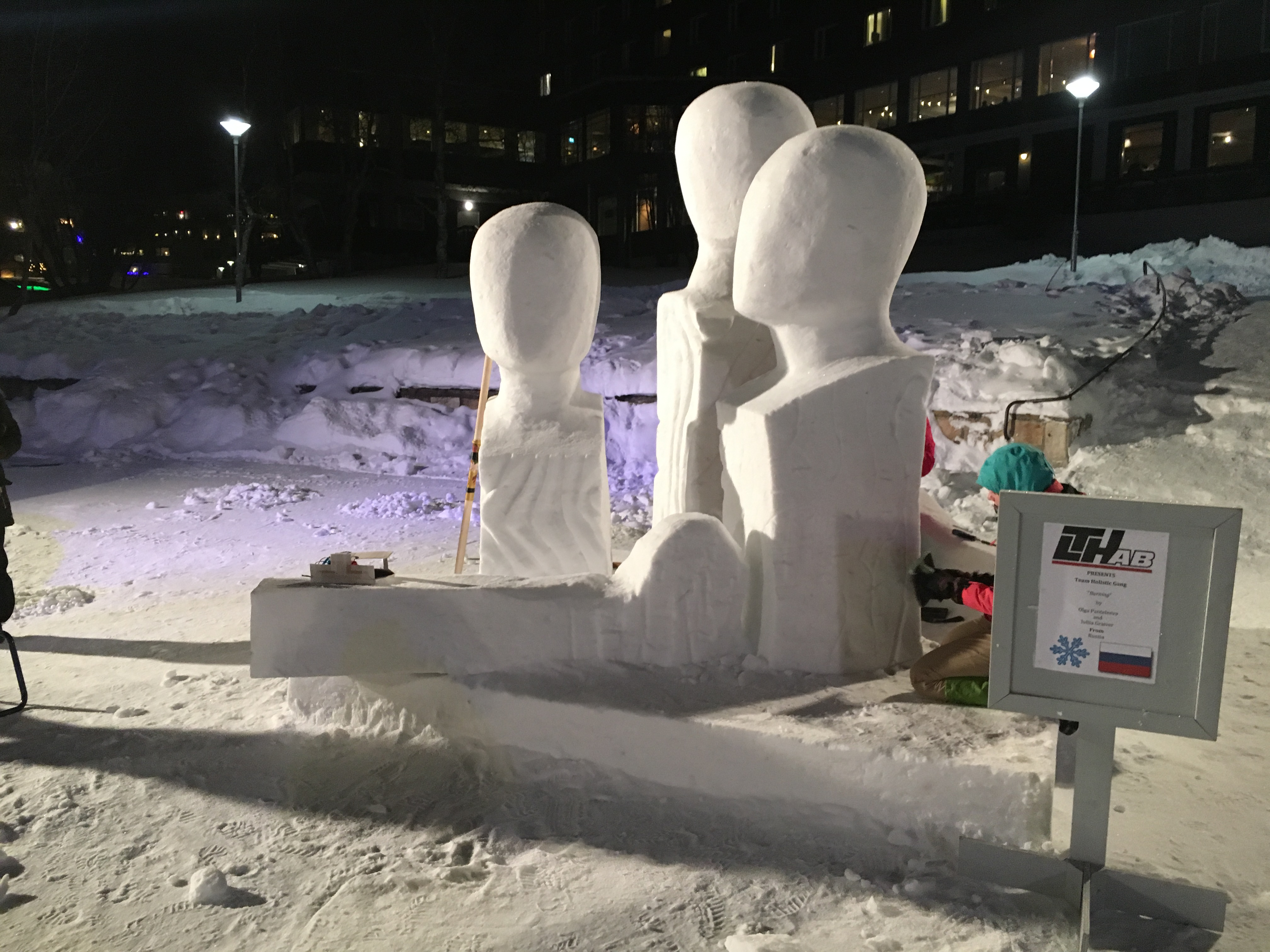
Snöskulptörer i arbete under Kiruna Internationella Snöskulpturtävling 2020

Kiruna Internationella Snöskulpturtävling, som tidigare gick under namnet Svenska mästerskapet i snöskulptur, har sedan 1991 internationell status. Den är den enda i Sverige och en av tio tävlingar i världen. Under tävlingens första år valde man ett speciellt tema som skulptörerna skulle anpassa sitt verk efter. Numera går tävlingen ut på lag bestående av två personer under fyra dagar ska färdigställa en skulptur av en 27 kubikmeter stor kub av snö. Sedan väljer en jury ut en vinnare i kategorin Juryns pris och festivalbesökarna utser via röstning vinnaren av Folkets pris.  

## Övriga aktiviteter
Under åren har festivalen utvecklats och snöskulpturtävlingen är inte längre den enda aktiviteten under festivalen. Under festivalveckan hålls det traditionsenligt en rad olika kulturarrangemang i hela Kiruna kommun med en final på festivallördagen i samband med prisutdelningen i snöskulpturtävlingen. Renkapplöpningar med släde och skidor, ponny- och slädhundsturer, modevisningar, fotbollsturné med Kiruna FF, gratis bio, musikkonserter och många mindre aktiviteter äger då rum på festivalområdet.